# TCPware
TCPware , а точнее TCPWare-TCP — программный продукт, реализующий функциональные возможности стека сетевых протоколов TCP/IP для операционной системы OpenVMS. Выпущен не производителем OpenVMS — компанией DEC, а компанией Process Software LLC. Необходимость в подобном продукте сейчас может показаться несомненной, но в начале 1990-х DEC (выпустившая VAX/VMS, как она называлась тогда) проводила внутреннюю политику заключавшуюся в продвижении её собственного стека сетевых протоколов под названием DECnet. Тем не менее многие пользователи VMS в правительстве США, крупных корпорациях и университетах пользовались основанным на TCP/IP интернетом, для подключения к которому требовалось стороннее программное обеспечение. Следует отметить, что TCPWare-TCP является более функциональным с точки зрения конечного пользователя продуктом, так например: DHCP, DDNS и SSH появились в TCPWare-TCP значимо раньше, чем в «TCPIP Services for OpenVMS».
В настоящий момент Process Software LLC владеет двумя реализациями TCP/IP для OpenVMS: TCPWare-TCP и Multinet, оба продукта поддерживают OpenVMS начиная с версии 5.5-2 до текущей, регулярно производится обновление продуктов и выпуск новых версий с предварительным широким beta-тестированием. В то же время «TCPIP Services for OpenVMS» является более удобным для разработчиков приложений с использованием UDP и TCP ввиду того, что реализованы мониторинговые функции сетевых соединений. TCPware-TCP включает так называемые «The Telnet Library» и «The FTP Library». Эти модули позволяют разработчику приложений абстрагироваться от особенностей и знания протоколов FTP и Telnet и использовать язык высокого уровня для написания программного обеспечения для взаимодействия приложений. Примером может служить информационно-биллинговая система (ИБС, или АСР — Автоматизированная Система Расчётов) сотового оператора, которая оперативно взаимодействует с HLR (Home Location Registry) и/или c SMSC (Short Message Service Center — платформа услуг коротких сообщений) — для отображения статуса данных абонентов ИБС в специфичные структуры HLR и SMSC.

## Сторонние замечания
- В начале 1990-х DEC выпустила свой собственный вариант UNIX названный Ultrix, который поддерживал TCP/IP. Почти сразу же они выпустили подобный продукт для VMS названный UCX (Ultrix Communications Extensions), который позднее превратился в «TCPIP Services for OpenVMS».